# Carl Sternheim

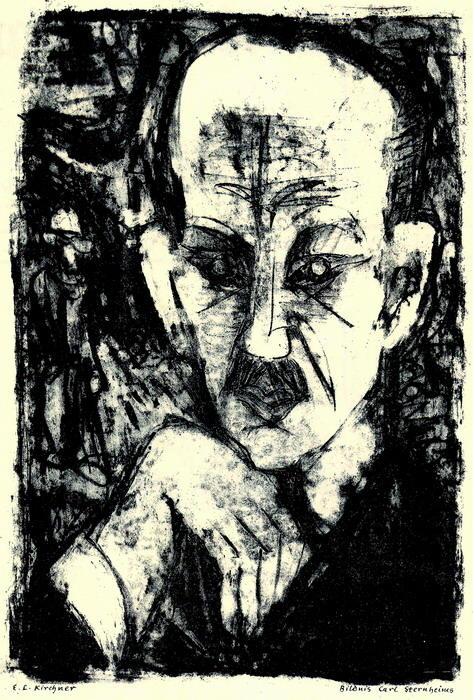
Carl Sternheim, Porträt von Ernst Ludwig Kirchner, Lithografie, 1918

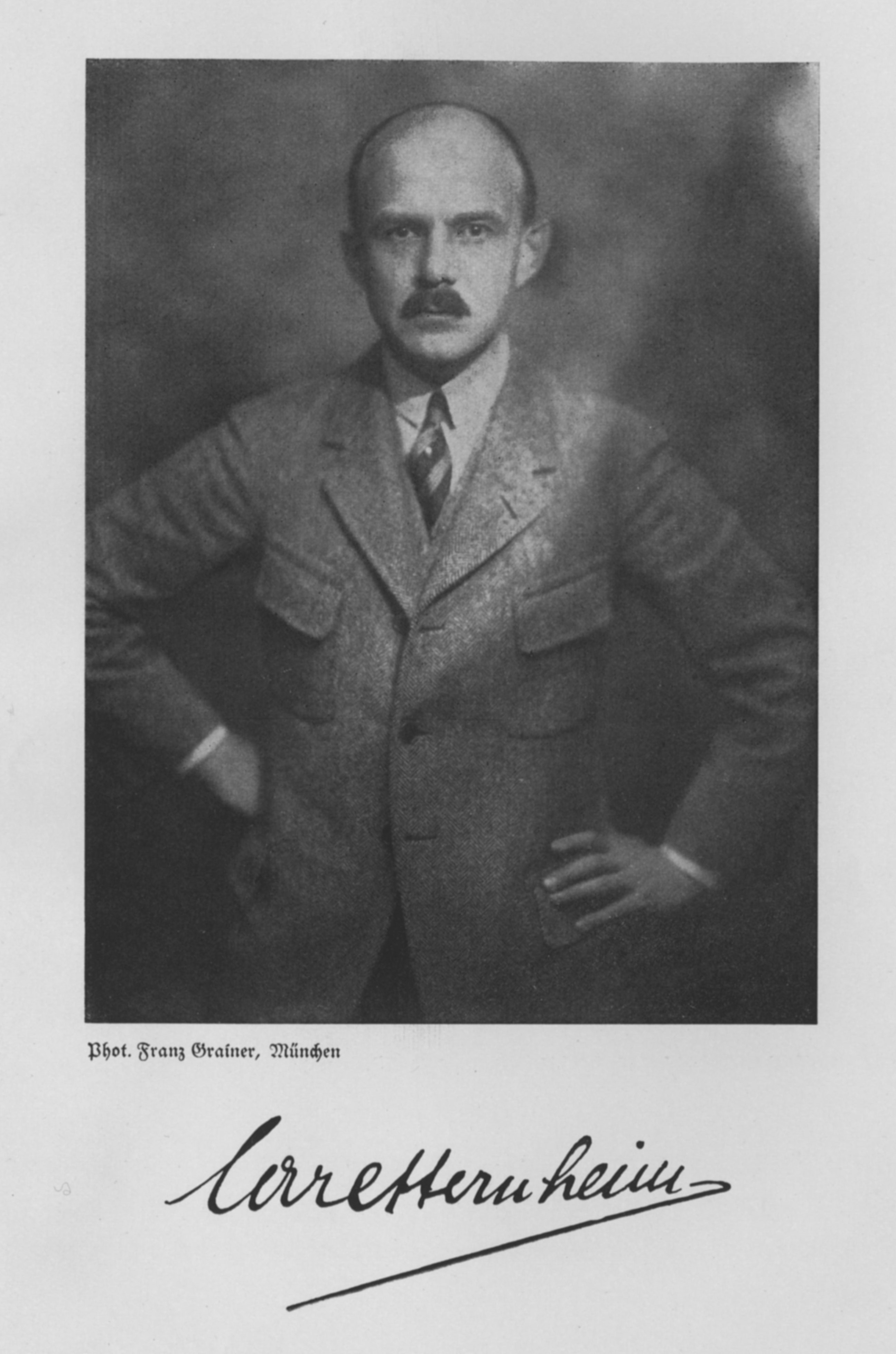
Carl Sternheim (um 1921). Foto von Franz Grainer

William Adolf Carl Sternheim (genannt Carl von Sternheim; Vorname auch in der Schreibweise Karl; * 1. April 1878 in Leipzig; † 3. November 1942 in Brüssel) war ein deutscher Dramatiker und Autor von Erzählungen und Gedichten. In seinen Werken griff er besonders die Moralvorstellungen des Bürgertums der Wilhelminischen Zeit an.

## Leben

### Herkunft und Studium
Carl Sternheim war der Sohn des jüdischen Bankiers, Börsenmaklers und Zeitungsverlegers Carl Jakob Sternheim (1852–1918) und seiner Frau Rosa Maria Flora Sternheim geb. Francke (1856–1908). Seine Brüder waren der Filmproduzent Julius Sternheim sowie Felix Sternheim (1882–1946), er hatte außerdem noch drei Schwestern, Maria (1879–1922), Gertrude Jeanette (1880–1958, verheiratete Jeaffreson), und Edith Lea (1883–1957, verheiratete Bing). Sein Onkel war der Journalist, Schriftsteller und spätere Direktor des Berliner Belle-Alliance-Theaters, Hermann Sternheim (1849–1916). 
Carl Sternheim wuchs in Hannover und Berlin auf. 1897–1902 studierte er Philosophie, Psychologie und Rechtswissenschaften an der Ludwig-Maximilians-Universität München sowie in Göttingen und Leipzig ohne Abschluss.

### Leben als Schriftsteller
Ab 1900 lebte und arbeitete Sternheim als freier Schriftsteller, zunächst in Weimar. Dort heiratete er 1900 Eugenie Hauth, die Tochter des Düsseldorfer Weingutbesitzers und Weingroßhändlers Eduard Hauth (1845–1901). 1901 wurde der Sohn Carlhans geboren. 1906 wurde die Ehe geschieden.
In zweiter Ehe war er ab 1907 mit Thea Sternheim geb. Bauer verheiratet. Mit ihr hatte er die Tochter Dorothea Elisabeth (1905–1954) und den Sohn Klaus Franz Nikolaus (1908–1946). Thea, Tochter eines vermögenden Fabrikanten, ermöglichte ihrem Mann Carl im Jahr 1908 den Bau der Villa Bellemaison in Höllriegelskreuth bei München mit einem eigenen Theater, wo seine Stücke aufgeführt werden konnten. Sternheim verkehrte hier mit Künstlern wie Mechtilde Lichnowsky, Max Reinhardt und Frank Wedekind, dessen Tochter er später heiratete, und baute eine Kunstsammlung auf. Ab 1908 gab er gemeinsam mit Franz Blei den ersten Jahrgang der Zeitschrift Hyperion heraus. Zu seinem Freundeskreis zählten Gottfried Benn, Carl Einstein, Franz Pfemfert, Walther Rathenau, Ernst Stadler, Hugo von Tschudi, Fritz von Unruh, Ivo Puhonny, Conrad Felixmüller und Otto Vrieslander.
1912 zog Sternheim nach Belgien und begab sich während der Kriegsjahre bei Oskar Kohnstamm in ärztliche Behandlung. 
1918 war Sternheim in St. Moritz und Uttwil, wo er in der Villa Sternheim wohnte. Diese gehörte früher Henry van de Velde und nach Sternheim Emanuel Stickelberger. Später zog Walter Kern in die Villa ein.
1927 wurde die Ehe mit Thea geschieden. Zeitweise stand Sternheim dem Kreis um die expressionistische Zeitschrift Die Aktion nahe. Seine Werke waren in der Zeit des Nationalsozialismus verboten. Von 1930 bis 1934 war er mit Pamela Wedekind verheiratet. Ab 1935 lebte er mit Henriette Carbonara im Exil in Belgien. 1936 publizierte er seine Memoiren unter dem Titel Vorkriegseuropa im Gleichnis meines Lebens (Erscheinungsort Amsterdam).

### Tod

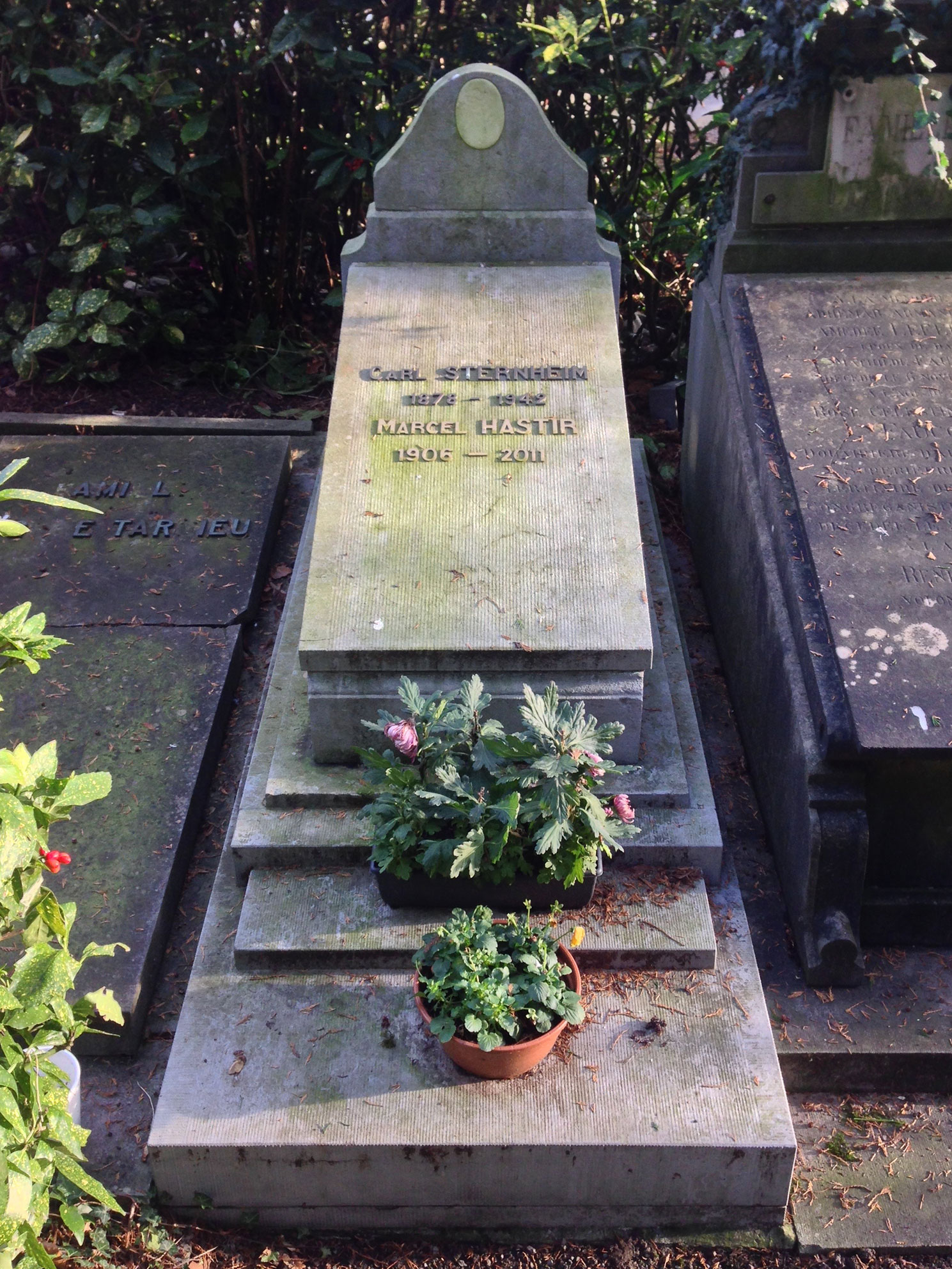
Grabstätte von Carl Sternheim und Marcel Hastir in Ixelles

Nach jahrelangen nervlichen und psychischen Leiden starb Carl Sternheim einsam und vergessen am 3. November 1942 im besetzten Brüssel in Ixelles/Elsene an den Folgen einer Lungenentzündung.
Sein Grab befindet sich auf dem Friedhof von Ixelles/Elsene, südlich von Brüssel. 1983 wurde letztmals eine Verlegung des Grabes innerhalb des Friedhofs vorgenommen. 2011 wurde sein Freund Marcel Hastir (1906–2011) im selben Grab beigesetzt.

### Kinder
Aus der ersten Ehe (1900–1906) mit Eugenie geb. Hauth ging ein Sohn hervor:
- Carlhans Sternheim (1901–1944). Er wurde im Dezember 1944 wegen einer flapsigen Bemerkung über Adolf Hitler im Zuchthaus Brandenburg-Görden mit dem Fallbeil[8] hingerichtet.[9]

Aus der Verbindung mit Thea Sternheim geb. Bauer (zweite Ehe ab 1907, Scheidung 1927) gingen zwei Kinder hervor: 
- Die Tochter Dorothea Elisabeth (genannt Mopsa) wurde bereits 1905 geboren und bekam zunächst den Nachnamen Löwenstein von ihrem Stiefvater Arthur Löwenstein, bei dem sie bis 1912 aufwuchs. Sie wurde wegen ihrer Zugehörigkeit zur französischen Résistance im KZ Ravensbrück inhaftiert.[9] Sie starb 1954 in Paris.[10]
- Der Sohn Klaus Franz Nikolaus Sternheim (1908–1946) starb in Mexiko.

Die dritte Ehe (1930–1934) mit Pamela Wedekind und die nachfolgende Verbindung mit Henriette Carbonara blieben kinderlos.

## Werk
Sternheim war ein sehr produktiver Schriftsteller. Neben einer großen Anzahl von Dramen stehen Novellen, Streitschriften und der zweibändige Roman Europa.

### Charakteristik
Sternheims Theaterstücke sind eine bissige Satire auf das Bürgertum der wilhelminischen Zeit. Auf den zweiten Blick erscheinen die widerlichen, egoistischen, auf Standesdünkel bedachten Bürger als wirkliche Helden, auf den dritten Blick sind diese fiesen Subjekte dem Untergang geweiht. Nach Sternheims Überzeugung ist jedem Menschen eine eigene, unverwechselbare Natur gegeben, die ihn von jedem anderen unterscheidet. Die Bestimmung des Einzelnen aber ist es, diese Eigenart zu leben – allgemeine Normen haben keine Gültigkeit. Sternheim schreibt gegen die Unterjochung und Uniformierung des Einzelnen in gesellschaftlichen Zwängen durch Bewusstmachung der Besonderheit des Individuums.
Eine Besonderheit der Stücke Sternheims ist deren Sprache im Telegrammstil, die 1985 von Valerie Hennecke analysiert und mit der anderer Expressionisten verglichen wurde.

### Rezeption
Sternheims Person und sein Werk waren von Anfang an umstritten. 1911 wurde in Berlin Sternheims bürgerliches Lustspiel Die Hose uraufgeführt. Es wurde vom Publikum begeistert aufgenommen, aber vom Polizeipräsidenten wegen der Unsittlichkeit, dass eine Bürgerin auf offener Straße die Unterhose verliert, verboten. 1912, als Die Kassette in München Premiere hatte, gab es unter den Zuschauern handgreifliches Pro und Contra. Die Schauspieler wurden auf der Bühne in das Handgemenge verwickelt und mit harten Gegenständen beworfen, der eiserne Vorhang musste fallen und München hatte einen Theaterskandal. Im April 1912 beendete Carl Sternheim eine Komödie unter dem Titel O Täler weit, O Höhn die dann in Bürger Schippel (1913) einer der größten Erfolge des Dichters wurde. Zur Zeit der Weimarer Republik oft gespielt, im Dritten Reich verfemt, erlebten seine Stücke in den 1970er Jahren an deutschen Bühnen eine Wiedergeburt.
Die Figur des Theophil Marder in Klaus Manns Roman Mephisto (1936) trägt Züge Sternheims. Seine Ehe mit Pamela Wedekind tritt dort in Gestalt der Ehe von Marder mit Nicoletta von Niebuhr auf.

### Auszeichnung
1915 erhielt Sternheim für die drei Novellen Busekow, Napoleon und Schuhlin den Theodor-Fontane-Preis. Den mit der Auszeichnung verbundenen Geldbetrag leitete er an den damals noch weitgehend unbekannten Franz Kafka weiter.

## Bibliographie

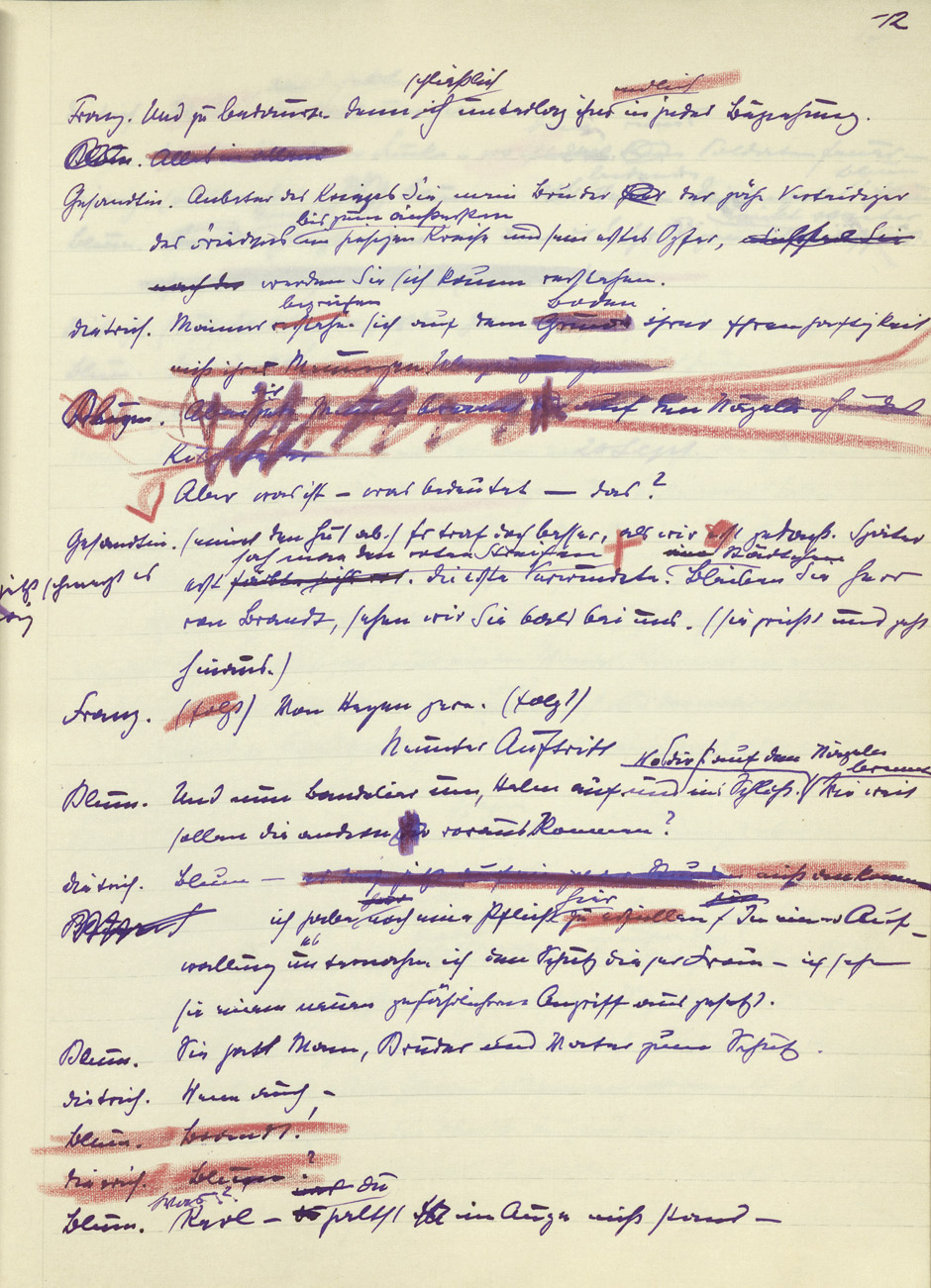
Seite aus Sternheims Manuskript zum Drama Das leidende Weib

- 1898 verfasste Sternheim sein erstes Drama, die Komödie Der Heiland (online – Internet Archive), die jedoch nicht aufgeführt wurde.
- Zyklus Aus dem bürgerlichen Heldenleben (1908–1923):
  - Die Hose, Uraufführung 1911 in Berlin. 1927 von Hans Behrendt verfilmt, siehe Die Hose (Film).
  - Die Kassette
  - Der Snob (online – Internet Archive)
  - 1913 (online – Internet Archive)
  - Das Fossil
- Don Juan, Tragödie, 1909 (online – Internet Archive), Uraufführung 1912 in Berlin
- Bürger Schippel, 1913 (Ausgabe 1920 online – Internet Archive)
- Das leidende Weib, Drama nach Friedrich Maximilian Klinger. Insel-Verlag, Leipzig 1915 (online – Internet Archive)
- Tabula rasa, Schauspiel, 1916 (online – Internet Archive)
- Die Marquise von Arcis, Schauspiel nach Diderot, Uraufführung 1919 in Frankfurt/Main (online – Internet Archive)
- Der Nebbich, Lustspiel, 1922
- Chronik von des zwanzigsten Jahrhunderts Beginn, Erzählungen, 1918 (Bd. 1 online – Internet Archive)
- Europa, Roman, 1919–1920
- Vorkriegseuropa im Gleichnis meines Lebens, Erinnerungen, 1936[13]
- Weitere Werke: siehe Fußnote[14]

Werkausgabe
- Gesammelte Werke. 6 Bände. Hrsg. von Fritz Hofmann. Aufbau, Berlin/Weimar 1963–1968.
- Gesamtwerk. 10 Bände. Hrsg. von Wilhelm Emrich unter Mitarbeit von Manfred Linke. Luchterhand, Neuwied/Darmstadt.
  - Band 1: Dramen 1. 1963 (Aus dem bürgerlichen Heldenleben).
  - Band 2: Dramen 2. 1964 (Der Kandidat Komödie, Das leidende Weib, Tabula rasa, Der Geizige, Der Stänker, Die Marquise von Arcis).
  - Band 3: Dramen 3. 1964 (Der entfesselte Zeitgenosse, Manon Lescaut, Der Nebbich, Oskar Wilde, Die Schule von Uznach oder Neue Sachlichkeit, John Pierpont Morgan).
  - Band 4: Prosa 1. 1964 (Chronik von des zwanzigsten Jahrhunderts Beginn, Fairfax).
  - Band 5: Prosa 2. 1964 (Libussa, Gauguin und van Gogh, Adrienne, Europa).
  - Band 6: Zeitkritik. 1966.
  - Band 7: Frühwerk. 1967.
  - Band 8: Unveröffentlichtes Frühwerk 1. Dramen. 1969.
  - Band 9: Unveröffentlichtes Frühwerk 2. Lyrik, Dramenfragmente, Prosa. 1970.
  - Band 10.1: Spätwerk. 1976.
  - Band 10.2: Nachträge. 1976.

## Dokumente
- Gottfried Benn, Thea Sternheim: Briefwechsel und Aufzeichnungen. Mit Briefen und Tagebuchauszügen Mopsa Sternheims. Herausgegeben von Thomas Ehrsam. Wallstein, Göttingen 2004, ISBN 3-89244-714-4.
- Thea Sternheim: Tagebücher 1903–1971. 5 Bände. Herausgegeben von Thomas Ehrsam und Regula Wyss. Wallstein, Göttingen 2011, ISBN 978-3-8353-0748-3.
- Kurt Wolff: Autoren, Bücher, Abenteuer. Betrachtungen und Erinnerungen eines Verlegers. Wagenbach, Berlin 2004, ISBN 3-8031-2488-3 (Wagenbachs Taschenbücherei 488).
- Wilhelm Emrich, Manfred Linke (Hrsg.): Carl Sternheim – Gesamtwerk – Band 10/2 – Nachträge, Anmerkungen zu den Bänden 1 bis 9 – Lebenschronik. Neuwied und Darmstadt 1976.